# إيبومويا ساجيتيفوليا
إيبومويا ساجيتيفوليا،(Ipomoea sagittifolia)هو نوع نباتي من جنس مجد الصباح، موطنه الأصلي إفريقيا والهند وأرخبيل الملايو وأستراليا.

## الإستخدام
يتم إستخدامه في الطب الهندي التقليدي لأن بذوره تحتوي على قلويدات الإندول إيبوبسكورين.